# 焊球

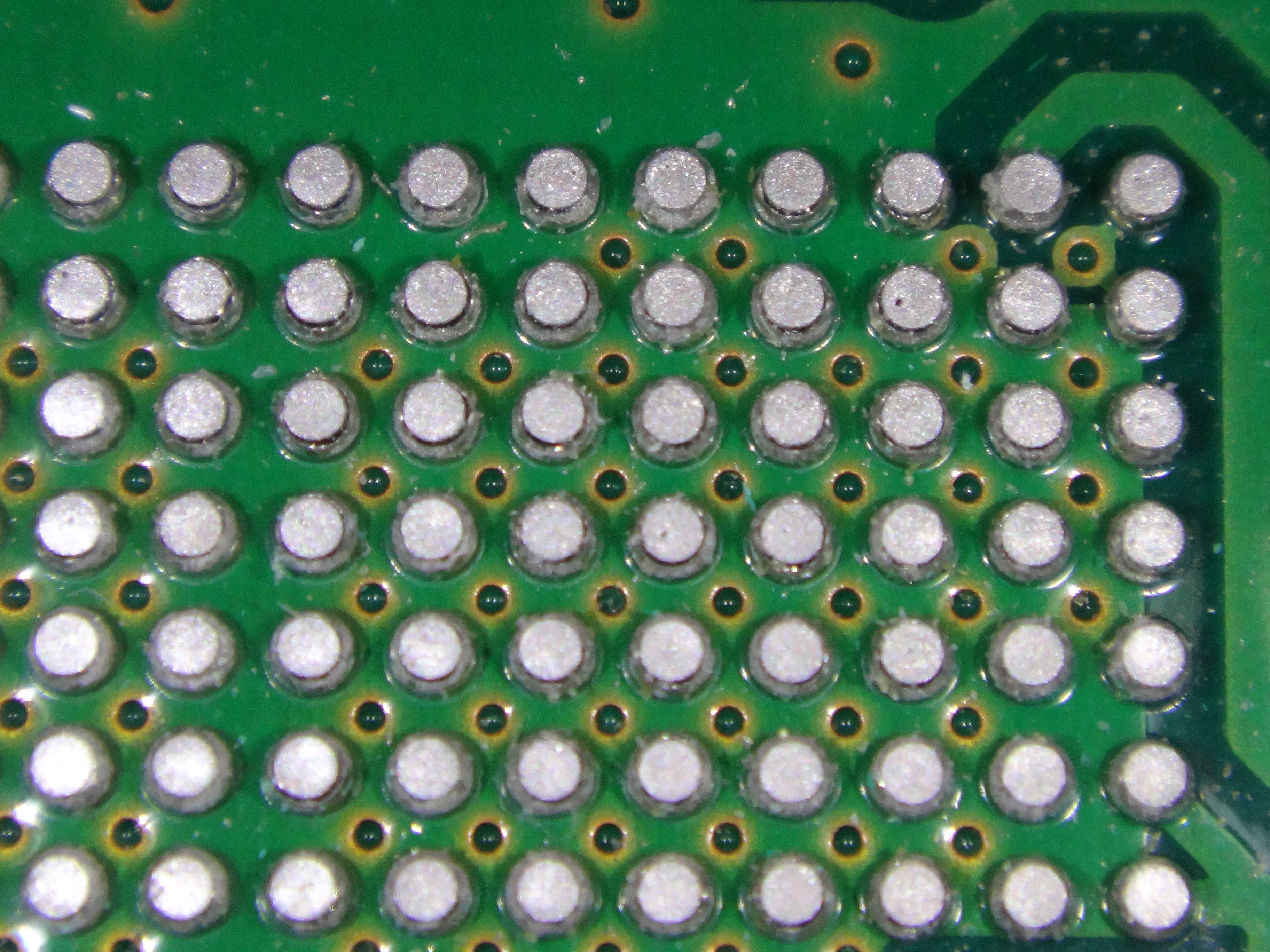
集成电路芯片下方的焊球网格阵列，已移除芯片；球留在印刷电路板上。

显示焊球堆叠DRAM芯片的MCM原理图

在集成电路封装中，焊球，也称为焊料凸点（通常簡稱為“球”或“凸點”）是提供晶片封裝和印刷電路板之間以及芯片封装和印刷电路板之间，以及多芯片模块中的堆叠封装接触的焊料。后者可能称为微凸块（ μbumps 、 ubumps），因為通常比前者小得多。焊球可以手動或透過自動化設備放置，並用黏性助焊劑固定到位。
壓印焊球是經過壓印的焊球，即壓平成類似硬幣的形狀，以增加接觸可靠性。
球栅阵列、芯片级封装和倒装芯片封装通常使用焊球。

## 底部填充
使用焊球將積體電路晶片連接到PCB後，它們之間的剩餘氣隙通常會用環氧樹脂進行底部填充。
在某些情況下，可能有多層焊球，例如，一層焊球將倒装芯片连接到中介层以形成BGA封裝，第二層焊球將此中介層連接到PCB。通常兩層都需要底部填充。

## 倒装芯片中的用途

片
球
对其
接触
回流焊
底部填充胶
完成

## 相关
- 头枕缺陷、焊球故障